# چاندی‌پور (بنگلادش)
چاندی‌پور (به لاتین: Chandipur) یک روستا در بنگلادش است که در استان باریسال و در ناحیه باریسال واقع شده است.